# Sant’Andrea Apostolo dello Ionio
Sant’Andrea Apostolo dello Ionio község (comune) Olaszország Calabria régiójában, Catanzaro megyében.

## Fekvése
A megye déli részén fekszik. Határai: Isca sullo Ionio és San Sostene.

## Története
A 11. században alapították. Középkori épületeinek nagy része az 1783-as calabriai földrengésben elpusztult. A 19. század elején vált önálló községgé, amikor a Nápolyi Királyságban felszámolták a feudalizmust.

## Népessége
A népesség számának alakulása:

## Főbb látnivalói
- Palazzo Parise
- Villa Condò
- Palazzo Migali
- Palazzo Jannoni
- Palazzo Damiani
- Palazzo Calabretta
- Palazzo Armogida
- SS. Pietro e Paolo-templom
- Sant’Andrea-templom
- San Rocco-templom
- San Raffaele-templom
- Sacro Cuore-templom